# Облучатель

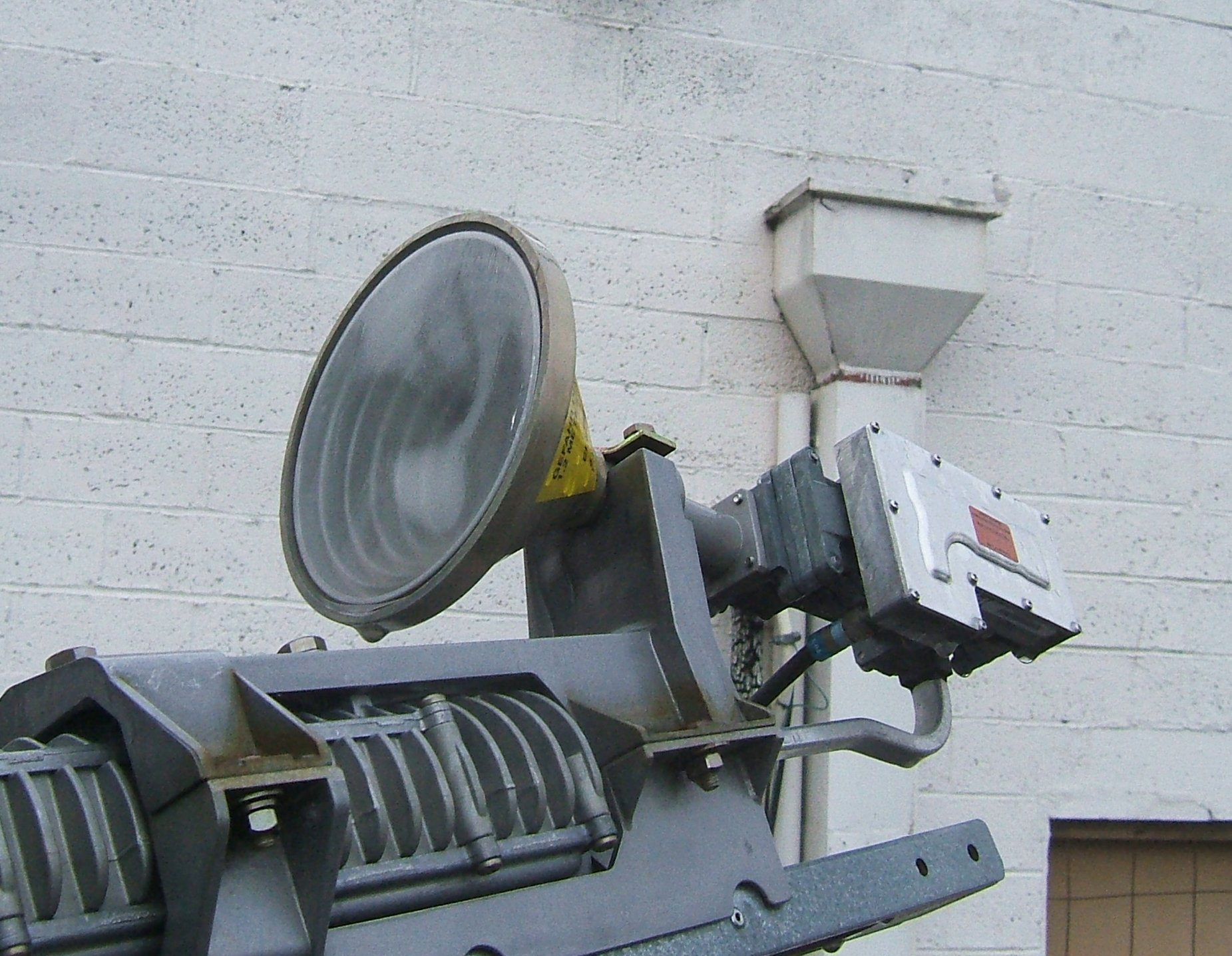
Облучатель для спутниковой антенны связи представляет собой конический рупор с круговой диаграммой

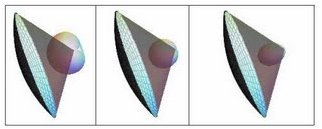
Влияние ширины ДН облучателя на ДН антенны. Слева: облучатель имеет широкую диаграмму и большая часть мощности рассеивается вне рефлектора. Справа: Облучатель имеет узкую диаграмму и рефлектор используется не полностью

Облучатель − сосредоточенный элемент параболической антенны, находящийся в её фокусе (фазовом центре) или фокальной плоскости, формирующий диаграмму направленности и поляризацию антенны.

## Конструкция
Облучатели, в зависимости от их стоимости, задач и диапазона работы представляют собой круглые или прямоугольные конические рупора, формирующие диаграмму направленности, одинаковую в плоскостях Е и Н. Для выравнивания диаграмм и уменьшения боковых лепестков рупора могут делать с внутренними канавками.
Раскрыв облучателя часто имеет размеры, сравнимые с его рабочей длиной волны, в отличие от иных элементов антенно-фидерногой тракта, прежде всего антенного зеркала, размеры которого обычно на порядки больше размеров поляризатора, фильтров и др.
Пассивный облучатель часто является коаксиально-волноводным переходом или коническим рупором, хотя существует и множество других конструкций.
Выход облучателя на прием конструктивно соединён с МШУ, выход на передачу - с трактом преобразователя частот  или с передатчиком. Столь близкое размещение МШУ с облучателем объясняется необходимостью минимизировать потери в тракте на высоких частотах. После МШУ с преобразователем частот сигнал передается приемнику на более низких частотах.
В одной антенне могут работать несколько разных облучателей, располагающихся в ее фокусе или фокальной плоскости. Соответственно ими могут формироваться ДН антенны в разном направлении приема-передачи сигнала, разной поляризации и разного диапазона частот. Этот вариант используется при одновременной работе с разными космическими спутниками связи.
Диаграмма направленности облучателя должна быть адаптирована к размерам рефлектора, потому что она оказывает сильное влияние на эффективность диафрагмы всей антенны, которая определяет коэффициент ее усиления. Излучение от облучателя попадающее за край тарелки называется " перелив " впустую, снижая коэффициент усиления антенны и увеличивая боковые лепестки, что в свою очередь может вызвать помехи в приемных антеннах и повышает восприимчивость к посторонним высокочастотным шумам. Максимальный эффект достигается при условии, что рефлектор равномерно облучается с постоянной мощностью поля по его краям, составляющей 10 дБ. от максимума ДН облучателя.

## Характеристики

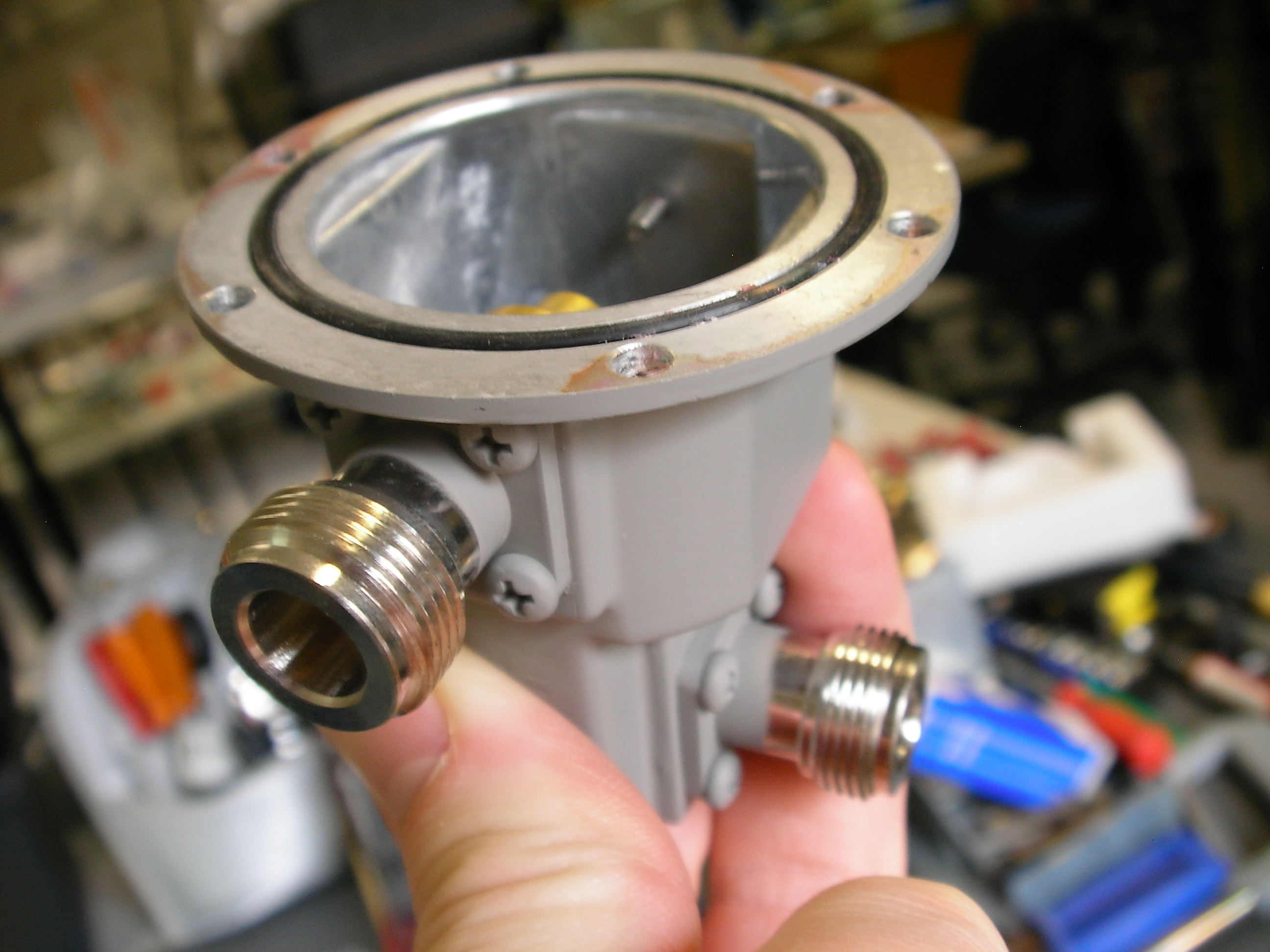
Коаксиально-волноводный переход (КВП) облучателя круговой поляризации на круглый волновод с запиткой коаксиальным кабелем в двух плоскостях

К основным характеристикам облучателей относятся:
- Диаграмма направленности (ДН) облучателя, обеспечивает облучение зеркала параболической антенны. ДН выбирается такой, чтобы обеспечивать облучение зеркала параболической антенны до уровня порядка 10 дБ. ДН в облучателе может быть одновременно суммарной и разностной, что соответствует формированию такой ДН всей антенны.
- Коэффициент стоячей волны (КСВ). КСВ - безразмерная величина, показывающая степень согласования антенны с облучателем и волноводным (коаксиальным) входным трактом. КСВ облучателя настраивается на минимум или получается выбором конструкции облучателя. Минимальное КСВ - 1,0. В антенне КСВ настраивается до уровня около 1, 4.
- Поляризация. Может быть линейной или круговой (эллиптической). Круговая поляризация различается на левого или правого направления вращения, линейная - на вертикальную или горизонтальную. Поляризация в параболической антенне может формироваться в раскрыве антенны или в облучателе. Чаще это делается в облучателе. Круговая поляризация в облучателе поляризация также может формироваться в его раскрыве или с помощью поляризатора, представляющего собой отрезок волновода с металлическими или диэлекрическими штырями. Направление линейной поляризации в облучателе зависит только от места запитки облучателя.
- Кроссполяризационная развязка между каналами на одинаковых частотах, ее уровень в зависимости от задач, не должен быть менее 30-40 дБ.
- Частотный диапазон работы. В зависимости от задач может быть широким или узким. В одном облучателе может одновременно формироваться несколько ДН для разных диапазонов - для приемных и передающих частот С. Кu, Ka и др. диапазонов.
- Материал изготовления - алюминий, латунь и др. Для космических антенн на космических аппаратах изготавливается из алюминия с серебряным внутренним покрытием.